# Districtul Ballymena
Ballymena (irlandeză An Baile Meánach) a fost un district al Irlandei de Nord, care a existat între 1973 și 2015. Reședința acestuia era orașul Ballymena.